# 인천검단소방서
인천검단소방서는 백석동을 포함한 검단지역(아라뱃길 이남 오류동도 포함)을 관할하는 소방서다. 소방서는 경인항 인천터미널 물류단지중 운하 이북 지역에 위치한다.

## 연혁
- 2023년 1월 30일: 인천검단소방서 개서

## 같이 보기
- 대한민국 소방청
- 대한민국의 소방
- 소방관 계급